# Casa de Ofir
A Casa dr. Ribeiro da Silva, em Ofir, mais conhecida como Casa em Ofir, é uma das obras mais importantes projectadas pelo arquitecto Fernando Távora.
O projecto iniciou-se em 1956 e a construcção terminou em 1958.

## Programa
O programa da Casa dr. Ribeiro da Silva inclui uma sala de estar/ sala de jantar; um quarto de casal; quatro quartos individuais; um quarto de serviço (para a empregada); 3 quartos-de-banho; uma arrecadação e uma cozinha.

## Concepção do Projecto
Numa memória descritiva escrita em 5 de Maio de 1957, é o próprio Fernando Távora quem relaciona a concepção do projecto para a Casa em Ofir com as noções de composto e de mistura, conforme os encontramos na Química]]. O objectivo do arquitecto para a Casa em Ofir é criar um edifício que fosse um composto de muitos factores. Estes factores, que na mesma memória descritiva Távora ordena pela importância que tiveram para o projecto, eram:
- a família, que iria habitar a casa, contando com a sua constituição, os seus gostos e as suas possibilidades económicas;
-as características naturais do terreno;
-presença de vento forte, que muda conforme as estações do ano;
-os materiais característicos da zona
-a falta de especialização da mão-de-obra local;
-a cultura do arquitecto 
Como se vê, os factores que se configuram no composto de Távora são tanto de ordem geográfica e cultural, quanto de ordem prática e funcional.

## Influências
Távora assume, ao projectar a casa em Ofir, a influência de várias influências, tendências e preocupações arquitectónicas, incluindo o organicismo, o funcionalismo, o neo-empirismo e o cubismo, entre outras . No entanto, pressente-se que a influência mais decisiva terá sido a das arquitecturas vernácula, popular e tradicional portuguesas, que o arquitecto chamava a arquitectura espontânea.
Em 1955, Fernando Távora havia iniciado o seu trabalho na equipa do Minho do Inquérito à Arquitectura Popular Portuguesa, e este trabalho foi declaradamente decisivo no projecto da Casa em Ofir, no sentido em que Távora tentou utilizar materiais simples para um edifício moderna.
O arquitecto Álvaro Siza, que se referiu à Casa em Ofir como outra chaminé e essenciais construções do litoral minhoto  encontra na Casa em Ofir uma estrutura espacial moderna e nórdica .
Além da participação no Inquérito à Arquitectura Popular Portuguesa, outra das possíveis razões para o interesse de Távora na articulação entre o tradicional espontâneo e as tendências modernas é o seu envolvimento nos quatro CIAMs realizados durante os anos 50. 

## Análise espacial
Em termos de implantação, constata-se através da análise da planta única (a casa tem apenas um piso) que a zona foi escolhida devido à densa vegetação do lugar, que se manteve. Assim, a casa integra-se nos pinheiros, a sua presença parece orgânica e harmoniosa. Para reforçar a ideia de sintonia com o ambiente  natural circundante há também uma procura de criar espaços exteriores, que funcionassem quase como abrigos, e as paredes, os muros que delimitam os corpos da casa, estão colocados estrategicamente, conferindo a respectiva protecção a essas zonas .
A casa desenvolve-se em três diferentes áreas, cada uma delas  definida através da sua função e volumetria, algo que é perceptível exteriormente. Estes três núcleos que constituem a construção – serviços, quartos e sala - são articulados através de um eixo, um corredor, a partir do qual se tem acesso a cada um deles. Esta tentativa de seguir uma tendência funcional, veio já despertar a arquitectura portuguesa, para o que poderia vir a ser um caminho a seguir. Na planta são perceptíveis  características modernistas, como a adopção do conceito de sala comum, que revela uma atitude de informalidade mas que acima de tudo valoriza o conforto e a flexibilidade. Este amplo espaço proporciona uma ampla ligação com o exterior da habitação, ao mesmo tempo que tira proveito da iluminação através de um grande plano envidraçado. Ao mesmo tempo o referido vão transforma o pátio numa espécie de cenário, manipulando de forma natural a paisagem. . 
Os outros dois volumes que constituem a habitação são mais privados, fechando-se pontualmente ao exterior. Olhando para a planta, é clara a hierarquia no que toca ao espaço aberto de que cada compartimento dispõe, particularmente na sala de estar. O contacto com o exterior mantém-se em todas as partes da casa, não só devido a janelas, mas à presença de acessos ao pátio a partir de qualquer um dos três membros que compõem esta habitação. .

## Materiais
Para a construção da Casa dr. Ribeiro da Silva, utilizou-se granito (para as paredes autoportantes), algumas delas rebocadas, outras não. O telhado é em telha cerâmica, e sustenta-se por meio de uma estrutura de madeira, com caixilhos e portas de madeira envernizada. Os pavimentos alternam entre o granito polido e o parquet. Também na escolha dos materiais se nota a pesquisa pelas características da arquitectura local, do mesmo modo que se nota a tentativa de construir de forma simples.

## Actualidade
Presentemente, a Casa em Ofir encontra-se devoluta e abandonada, após um incêndio que destruiu grande parte da estrutura. A Ordem dos Arquitectos revelou preocupação, alertanto o IGESPAR para a importância da preservação deste marco da Arquitectura Moderna Portuguesa.